# Episodi di Good Behavior (prima stagione)
Questa voce contiene trame, dettagli e crediti dei registi e degli sceneggiatori della prima stagione della serie televisiva Good Behavior, composta da 10 episodi.
Negli Stati Uniti, è stata trasmessa per la prima volta sulla rete televisiva TNT il 15 novembre 2016 e si è conclusa il 10 gennaio 2017.
In Italia, la stagione è stata interamente pubblicata sulla piattaforma on demand TIMvision l'8 marzo 2017.
| nº | Titolo originale                          | Titolo italiano                        | Prima TV USA     | Pubblicazione Italia |
| -- | ----------------------------------------- | -------------------------------------- | ---------------- | -------------------- |
| 1  | So You're Not an English Teacher          | Quindi non sei una professoressa       | 15 novembre 2016 | 8 marzo 2017         |
| 2  | Only The Best For Mrs. Diaz               | Solo il meglio per la signora Diaz     | 15 novembre 2016 | 8 marzo 2017         |
| 3  | From Terrible Me                          | Sono così cattivo?                     | 22 novembre 2016 | 8 marzo 2017         |
| 4  | Your Mama Had a Hard Night                | La mamma ha passato una brutta serata  | 29 novembre 2016 | 8 marzo 2017         |
| 5  | Beautiful Things Deserve Beautiful Things | Le cose belle meritano solo cose belle | 6 dicembre 2016  | 8 marzo 2017         |
| 6  | We Pretend We're Stuck                    | Fingiamo di non poter fare di più      | 13 dicembre 2016 | 8 marzo 2017         |
| 7  | The Ballad of Little Santino              | La ballata del piccolo Santino         | 20 dicembre 2016 | 8 marzo 2017         |
| 8  | It Still Fits Bitch                       | Mi va ancora bene                      | 27 dicembre 2016 | 8 marzo 2017         |
| 9  | For You I'd Go with Strawberry            | Se fossi in lei sceglierei la fragola  | 3 gennaio 2017   | 8 marzo 2017         |
| 10 | All the Things                            | Quello che ci pare                     | 10 gennaio 2017  | 8 marzo 2017         |

## Quindi non sei una professoressa
- Titolo originale: So You're Not an English Teacher
- Diretto da: Charlotte Sieling
- Scritto da: Blake Crouch e Chad Hodge
- Altri interpreti: Waleed Zuaiter (Chase Rochefort), Celia Keenan-Bolger (Daphne Rochefort), Vince Pisani (Lloyd), Jordan Woods-Robinson (Nate), Conphidance, Tony Demil, Benny Demus, Jason Louder, Kim Massie, Tom Proctor, Dominick Racano, Neal Reddy, Brian Ashton Smith, Patrick R. Walker

## Solo il meglio per la signora Diaz
- Titolo originale: Only The Best For Mrs. Diaz
- Diretto da: Carl Franklin
- Scritto da: Chad Hodge
- Altri interpreti: Bruce Altman (Bill), Mary Catherine Garrison (Robin), Kathleen Elizabeth Monteleone (Heidi), Josh Ventura (Thomas), Tenea Intriago, Lavon Mckethan, Jessica Perez, Sandi Scheier

## Sono così cattivo?
- Titolo originale: From Terrible Me
- Diretto da: Magnus Martens
- Scritto da: Chad Hodge
- Altri interpreti: Todd Williams (Sean), Kathleen Elizabeth Monteleone (Heidi), Collette Wolfe (Tiffany Dash), Gideon Emery (Silk), Alan T. Coleman (Gary), Everett Hoerdemann (Bryce), Drew Matthews (Todd), Leander Suleiman (Melanie), Dylan Cheek, Savannah Goldsmith

## La mamma ha passato una brutta serata
- Titolo originale: Your Mama Had a Hard Night
- Diretto da: Mark Piznarski
- Scritto da: Blake Crouch
- Altri interpreti: Collette Wolfe (Tiffany Dash), Justin Bruening (Kyle Dash), Joey Kern (Rob), Bethany DeZelle (Azalea), Charli Head (Autumn Dash), Gretchen Koerner (Brianna), Trevor Kuhn (Tim Jones), Leander Suleiman (Melanie), Veda Wilson (Shirley), Laura Palka, Holli Saperstein, Brooke Jaye Taylor

## Le cose belle meritano solo cose belle
- Titolo originale: Beautiful Things Deserve Beautiful Things
- Diretto da: Mikkel Nørgaard
- Scritto da: Chad Hodge
- Altri interpreti: María Botto (Ava), Gideon Emery (Silk), Isabella Alberti (Daniela), Tamara Austin (Susan), Alan T. Coleman (Gary), Brian F. Durkin (Arnold), Gabriella Garcia (Sofia), Robert Larriviere (George), Drew Matthews (Todd), Brandon O'Dell (Jeff), Caroline Arapoglou, Rodman Boleck, Duane Edwards, Stefanie Kleine, Kate MacCallum, Meagan Sharp, Sherri Robinson, Lowe Cunningham, Jason Damico, Moe Rivera

## Fingiamo di non poter fare di più
- Titolo originale: We Pretend We're Stuck
- Diretto da: Jonas Pate
- Scritto da: Chitra Elizabeth Sampath
- Altri interpreti: Ann Dowd (Agente Rhonda Lashever), Todd Williams (Sean), Joey Kern (Rob), Collette Wolfe (Tiffany Dash), Justin Bruening (Kyle Dash), Patrick Donohue (Mason), Jack Landry (Steve), Drew Matthews (Todd Bracken), Cassady McClincy (Ashleigh), April Turner (Crystal), Toby Baccante, Henry Bazemore Jr., Emily Callaway, Caleb J. Spivak, Scott Thomas, Jeremy Ray Taylor, Tony Wade, Joy Glover Walters, Sherri Robinson

## La ballata del piccolo Santino
- Titolo originale: The Ballad of Little Santino
- Diretto da: Phil Abraham
- Scritto da: Brett Johnson
- Altri interpreti: María Botto (Ava), Daniel Faraldo (Oscar), Gideon Emery (Silk), Jesse Borrego (David), Alma Martinez (Conchita Pereira), Cristobal Tapia Montt (Carlos Pereira), Waleed Zuaiter (Chase Rochefort), Isabella Alberti (Daniela), Gema Calero (Bianca), Gabriella Garcia (Sofia), Maria Sager (Malena Pereira), Joaquin Veizaga (Federico), Santiago Veizaga (Tomas), Soledad St. Hilaire, Surely Alvelo, Kaitlin Baden, Wes Kidd, Whitney Christopher, Sherri Robinson

## Mi va ancora bene
- Titolo originale: It Still Fits Bitch
- Diretto da: Mark Piznarski
- Scritto da: Dana Baratta
- Altri interpreti: Todd Williams (Sean), Joey Kern (Rob), Collette Wolfe (Tiffany Dash), Justin Bruening (Kyle Dash), Bobby Batson (Dax Dash), Jesse C. Boyd (Zeke), Kerry Cahill (Joyce), Jessica Fontaine (Dawnesha), Charli Head (Autumn Dash), Paul Teal (Steve), Jay Gates, Ryan Small, Alex Whittington, Sherri Robinson

## Se fossi in lei sceglierei la fragola
- Titolo originale: For You I'd Go with Strawberry
- Diretto da: Mikkel Nørgaard
- Scritto da: Lenore Zion
- Altri interpreti: Ann Dowd (Agente Rhonda Lashever), Todd Williams (Sean), Joey Kern (Rob), Collette Wolfe (Tiffany Dash), Justin Bruening (Kyle Dash), Ryan Adcock (Mitch), Gilbert Glenn Brown (Thom Davidson), Amy Parrish (Cecile Shane), Veda Wilson (Shirley), D.L. Anderson, Ricque Annett, Sherri Robinson

## Quello che ci pare
- Titolo originale: All the Things
- Diretto da: Magnus Martens
- Scritto da: Blake Crouch e Sarah Berry
- Altri interpreti: Ann Dowd (Agente Rhonda Lashever), Todd Williams (Sean), Joey Kern (Rob), Justin Bruening (Kyle Dash), Gilbert Glenn Brown (Thom Davidson), Michael Harding (Giudice Roger Meyers), J.D. Banks, A. Ali Flores, Meredith Jackson, Tara Lee, Shaun Michael Lynch, Eric R. Moore, Lindsey Moser, Chris Pierce, Timmy Sherrill, Robert Dale Walker, Matthew Warzel, Julie Zipperer, Sherri Robinson